# Талицкий сельсовет (Липецкая область)
Талицкий сельсовет — сельское поселение в Добринском районе Липецкой области Российской Федерации.
Административный центр — село Талицкий Чамлык.

## История
Статус и границы сельского поселения установлены Законом Липецкой области от 23 сентября 2004 года № 126-ОЗ «Об установлении границ муниципальных образований Липецкой области»

## Население
| 2010  | 2012  | 2013  | 2014  | 2015  | 2016  | 2017  |
| ----- | ----- | ----- | ----- | ----- | ----- | ----- |
| 2979  | ↘2883 | ↘2820 | ↘2770 | ↘2721 | ↘2681 | ↘2643 |
| 2018  | 2021  |       |       |       |       |       |
| ↘2596 | ↘2481 |       |       |       |       |       |

## Состав сельского поселения
| № | Населённый пункт  | Тип населённого пункта       | Население |
| - | ----------------- | ---------------------------- | --------- |
| 1 | Забитюжье         | деревня                      | ↘1        |
| 2 | Московка          | деревня                      | 83        |
| 3 | Талицкий Чамлык   | село, административный центр | 2069      |
| 4 | Чамлык-Никольское | село                         | 826       |

## Особо охраняемые природные территории
- Долина реки Битюг. Представляет собой живописный и имеющий большую природную ценность участок долины, где сохраняется богатый комплекс водных, степных, луговых и лесных видов растений и животных.
- Солонец Цыганское озеро. ООПТ создана для сохранения комплекса засоленных лугов, солончаков, заболоченных западин и озёр на водоразделе рек Битюг и Плавица[11].